# (312) Pierretta
(312) Pierretta – planetoida z pasa głównego asteroid okrążająca Słońce w ciągu 4 lat i 234 dni w średniej odległości 2,78 j.a. Została odkryta 28 sierpnia 1891 roku w Observatoire de Nice w Nicei przez Auguste Charloisa. Pochodzenie nazwy planetoidy nie jest znane.